# 은빛숲의 팻
《은빛숲의 팻》(Pat of Silver Bush)은 루시 모드 몽고메리의 1933년 소설이다. 주인공은 패트리샤 가디너이다.

## 등장인물
- 패트리샤 가디너(팻)
- 조 가디너
- 위니 가디너
- 시드 가디너
- 레이첼 가디너
- 헤이즐
- 롱 알렉 가디너
- 가디너 부인
- 주디 플럼
- 엘리자베스 윌콕스(베츠)
- 힐러리 고든(징글)